# استخوان بلند
استخوان بلند آن دسته از استخوان‌ها هستند که درازای آن‌هایی از پهنایشان بیشتر است. استخوان‌های بلند یکی از پنج نوع استخوان در بدن هستند: بلند، کوتاه، پهن، نامنظم و کنجدی.
استخوان‌های بلند، به‌ویژه استخوان ران و درشت‌نی، در طول فعالیت‌های روزانه بیشترین فشار را تحمل می‌کنند و برای تحرک اسکلتی بسیار مهم هستند. این استخوان‌ها عمدتاً با طویل شدن تنه استخوان رشد می‌کنند و در هر انتهای استخوان در حال رشد یک سر استخوان وجود دارد. انتهای سر استخوان با غضروف شیشه‌ای (غضروف مفصلی) پوشیده شده‌است.
رشد طولی استخوان‌های بلند نتیجه استخوان‌سازی درون‌غضروفی در صفحه رشد استخوان است. محرک رشد استخوان در امتداد طولی، هورمون رشد (GH) است که ماده‌ای ترشح‌شده از لوب قُدامی غده هیپوفیز می‌باشد.
استخوان‌هایی که در دستهٔ استخوان بلند جای می‌گیرند عبارتند از استخوان ران، درشت‌نی و نازک‌نی در پاها؛ استخوان بازو، زند زبرین و زند زیرین در بازوها؛ استخوان‌های کف دست و استخوان‌های کف پا؛ بندهای انگشتان دست و پا؛ و ترقوه‌ها یا استخوان‌های چنبری. استخوان‌های بلند پای انسان تقریباً نیمی از قد بزرگسالان را تشکیل می‌دهد. دیگر اجزای اصلی اسکلتی قد، مهره‌ها و جمجمه هستند. 
قسمت بیرونی استخوان از لایه‌ای از بافت همبند به نام پریوستیوم (برون‌اُست) تشکیل شده‌است. علاوه بر این، پوسته بیرونی استخوان بلند از نوع استخوان فشرده است، پس از آن یک لایه عمیق‌تر از استخوان اسفنجی قرار دارد که در حفره عصبی (حفره مدولاری) خود حاوی مغز استخوان است. این حفره حاوی مواد مغذی است و به تشکیل سلول‌ها کمک می‌کند که از مغز زرد در بزرگ‌سالان و مغز قرمز در کودک تشکیل شده‌است.